# Liste des cathédrales de la Vallée d'Aoste
Cet article recense les cathédrales de la Vallée d'Aoste en Italie.

## Généralités
La Vallée d'Aoste est intégralement sous la juridication du diocèse d'Aoste, lui-même appartenant à la région ecclésiastique du Piémont (comme la région voisine du Piémont). La région ne compte qu'une seule cathédrale, catholique, le plus petit nombre de toutes les régions d'Italie.

## Liste
| Édifice                                              | Commune | Diocèse         | Coordonnées                      | Illus. |
| ---------------------------------------------------- | ------- | --------------- | -------------------------------- | ------ |
| Notre-Dame-de-l'Assomption-et-Saint-Jean-le-Baptiste | Aoste   | Diocèse d'Aoste | 45° 44′ 18″ nord, 7° 19′ 04″ est |        |